# Jan De Ploey
Jan De Ploey (Antwerpen, 27 januari 1937 - Leuven, 30 maart 1992) was een Belgisch hoogleraar en fysisch geograaf.

## Biografie
- 1958: licentiaat in de aardrijkskundige wetenschappen aan de KU Leuven
- 1961: doctor in de aardrijkskundige wetenschappen aan de KU Leuven met het proefschrift Morfologie en kwartair-stratigrafie van de Antwerpse Noorderkempen
- 1962-1968: assistent, daarna docent aan de Lovanium-universiteit in Kinshasa
- 1969-1992: professor aan de KU Leuven, Laboratorium voor Experimentele Geomorfologie